# Valentina Petrenko
Pour les articles homonymes, voir Petrenko.
Valentina Alexandrovna Petrenko (23 août 1955, kazakhstan ) est une femme politique russe. Elle est sénatrice au Conseil de la fédération et représente la république de Khakassie depuis 2001.

## Biographie
En décembre 1993, à , elle participe avec succès à la résolution pacifique de la prise d'otage dans une école de Rostov-sur-le-Don.
Elle est aussi connue pour sa coupe de cheveux.